# 뻘컵
뻘컵(1995년 3월 13일 ~)은 대한민국의 유튜버, 래퍼다.

## 방송
- 피지컬: 100 (2023) - Top100
- 더 인플루언서 (2024) - 38위
- 랩:퍼블릭 (2024)

## 음반
- LET'S GET IT (feat. 산범) (2020)
- 주창 (2022)

## 수상
- 크리에이터 어워즈 슈퍼루키상 (2019)
- 대한민국 청년의 날 공로상 (2017)
- 맥스큐 머슬마니아 파이널스 챔피언십 클래식 주니어 1위 (2017)